# Liste der Kulturdenkmale in Schlotfeld
In der Liste der Kulturdenkmale in Schlotfeld sind alle Kulturdenkmale der schleswig-holsteinischen Gemeinde Schlotfeld (Kreis Steinburg) und ihrer Ortsteile aufgelistet (Stand: 10. März 2025).

## Legende
In den Spalten befinden sich folgende Informationen:
- Objekt-ID: die Nummer des Kulturdenkmales
- Lage: die Adresse des Kulturdenkmales und die geographischen Koordinaten. Kartenansicht, um Koordinaten zu setzen. In der Kartenansicht sind Kulturdenkmale ohne Koordinaten mit einem roten Marker dargestellt und können in der Karte gesetzt werden. Kulturdenkmale ohne Bild sind mit einem blauen Marker gekennzeichnet, Kulturdenkmale mit Bild mit einem grünen Marker.
- Offizielle Bezeichnung: Bezeichnung des Kulturdenkmales
- Beschreibung: die Beschreibung des Kulturdenkmales
- Bild: ein Bild des Kulturdenkmales

## Bauliche Anlagen
| Objekt-ID | Lage                                    | Offizielle Bezeichnung | Beschreibung | Bild            |
| --------- | --------------------------------------- | ---------------------- | --- | --------------- |
| 27084     | Mühlenweg (53° 56′ 42″ N, 9° 35′ 38″ O) | Rantzau-Stele          | Rantzau-Stele; 1580(i); Bauherr Heinrich Rantzau; Stele aus Sandstein mit Inschrift, zum Gedenken der Aufforstung von Nadelgehölz durch Heinrich Rantzau errichtet - Begründung: geschichtlich, Kulturlandschaft prägend - Schutzumfang: Rantzau-Stele, - Denkmaltyp: Bauliche Anlage | Fotos hochladen |

## Quelle
- Liste der Kulturdenkmale in Schleswig-Holstein – Kreis Steinburg

- Karte mit allen Koordinaten:
- OSM |
- WikiMap